# Al-Mutawàkkil II (abbàssida del Caire)
Abu-l-Izz Abd-a-Aziz al-Mutawàkkil ala-L·lah —àrab: أبو العز عبد العزيز المتوكل على الله, Abū l-ʿIzz ʿAbd al-ʿAzīz al-Mutawakkil ʿalà-Llāh—, més conegut pel seu làqab com a al-Mutawàkkil II (1416-1498), fou califa abbàssida del Caire (1479-1498), sota la tutela dels mamelucs d'Egipte.